# Статистика запросов
Статистика запросов — информация об обращениях пользователей к поисковой системе по «ключевым словам» в конкретный промежуток времени. В большинстве случаев при работе с сервисом статистики имеется возможность отсеивать результаты по географии или даже по отдельно взятому языку, а иногда и по месяцам. При этом, обычно, сервис показывает не только данные об искомом запросе, но также и о словосочетаниях, синонимах и близких темах («ищут также»).

## Область применения
Статистика поисковых систем — предмет профессионального интереса самых разных групп пользователей, но, прежде всего, она может быть полезна для рекламодателей, создателей интернет-ресурсов и лингвистов.
Потенциальному рекламодателю она позволяет подобрать наиболее заинтересованных клиентов путём выбора наиболее релевантных продаваемому товару или услуге поисковых запросов. Благодаря этому, контекстная реклама в поисковых системах на сегодня является одним из самых дешёвых и эффективных видов продвижения товаров и услуг, поскольку не приходится переплачивать за нетематического читателя, как это зачастую происходит при рекламе в традиционных СМИ (телевидении и газетах), где аудитория, как правило, достаточно широка и разнообразна, и не представляется возможным сфокусироваться лишь на нужном её сегменте.
Статистика поисковых систем также входит в обязательный набор инструментов, используемых профессиональными вебмастерами и редакторами сайтов, и является неотъемлемым элементом т. н. «белой оптимизации», которая, в отличие от «чёрной оптимизации», не старается использовать несовершенство поисковиков, а ставит своей целью увеличить посещаемость интернет-ресурса за счёт приближения к реальным потребностям среднего пользователя или отдельной группы потребителей информации, товаров или услуг.
Для языковедов статистика запросов фактически представляет собой корпус языка, зачастую позволяющий проводить исследования, которые невозможно провести никаким другим способом. Так, к примеру, подобного рода статистика является наиболее доступным источником современного языка, в отличие от анализа поисковых результатов, результаты которого могут лишь приблизительно говорить о текущем словоупотреблении, в силу того, что в интернете сосуществуют тексты самой различной степени древности, в том числе и прошлого, и позапрошлого веков. Кроме того, корпус запросов к поисковой системе считается одним из наиболее репрезентативных источников живого языка.
Кроме того, немалый интерес представляет статистика запросов для государственных органов. Так, например, власти США в судебном порядке, обязали поисковые системы America Online, MSN, Yahoo и Google предоставлять им доступ к подробной статистике (причём последний отказался это делать). Как заявили представители власти, информация о поисковых запросах необходима им лишь с целью контроля за распространением порнографии в интернете, а совсем не для того, чтобы установить тотальную слежку за своими гражданами.

## Особенности
В большинстве случаев поисковики предоставляют статистику в несколько упрощенной форме. Например, сервис Яндекса обобщает все словоформы (мн. и ед. число, падежи), опускает предлоги (за, на, под и т. д.) и вопросительные формы (что, когда, как и т. п.). То есть при помощи Яндекса нельзя будет узнать, к примеру, что ищут чаще: ед. число «Дом» или мн. «Дома», а только общее количество запросов по всем словоформам конкретного единичного слова[уточнить].
Рамблер в этом плане более точен, и его отчёты, по умолчанию, выдают сочетания запросов, в том виде, в котором их ввел в строку поиска пользователь. Для выдачи отчёта, подобного отчету Яндекса, в Рамблере предусмотрен язык запросов. Например, для получения всех словоформ от слова «Дерево» необходимо будет ввести «Дерев*».
Интересной особенностью, по сравнению с другими сервисами статистики, обладает статистика Google. Помимо стандартного набора отчетов, у него существует также отчет о «средней цене запроса» (Estimated Avg. CPC). Поисковая система выдает информацию о стоимости, которую должен будет заплатить рекламодатель за каждый клик по его рекламе, в рамках выбранного «ключевого слова». Так, к примеру, стоимость единичного клика по запросу Britney Spears на начало 2007 — 35 центов. Но в то же время большинство дорогих запросов (от 5 долларов и выше — за клик) не являются массовыми и популярными.
Следует отметить, что поисковые системы (по их собственным заверениям) не продают места в результатах поиска: речь идет лишь о контекстной рекламе, которая размещена отдельно от самих результатов (обычно справа) или на сайтах партнёрской сети.

## Рунет

### Яндекс
Поисковая система Яндекс начала исследовать русский интернет ещё в 1998 году с публикации небольших отчётов по месяцам в рамках проекта «НИНИ-индекс». В 2004 году, закрывая пилотный проект, компания заявила:

Сегодня, в декабре 2004 года, в России около 20 миллионов пользователей интернета. Интернет стал частью нашей жизни. Он прошёл нормальный путь технологической новинки, подобной радио, телевидению и мобильным телефонам: сначала был сложен, то есть доступен только избранным специалистам, потом стал прост, но дорог, то есть ограничен уровнем достатка пользователей, и, наконец, стал простым, дешёвым и, главное, нужным — то есть массовым. Теперь слово «интернет» употребляют все и пишут с маленькой буквы. Объект наблюдения — аудитория интернета — пропал, то есть просто слился со всем населением нашей страны. Поэтому мы и закрываем проект.

Сегодня Яндекс предоставляет доступ к своей статистике всем желающим в рамках системы по продаже рекламы Яндекс.Директ. Кроме стандартной информации о количестве запросов в месяц, а также словосочетаниях и близких темах, поисковик предоставляет возможность отсеивать результаты по регионам, городам, а также по месяцам.
Учитывая тот факт, что Яндекс является самой популярной в Рунете поисковой системой, подобная статистика является наиболее репрезентативной при оценке положения дел в Рунете.

### Rambler
Система статистики имеется и у Рамблера. Она менее репрезентативна (в силу меньшей популярности поисковой системы), чем статистика Яндекса, но её плюсом является более подробная информация. К примеру, сервис выдает информацию о количестве запросов не только с заглавной страницы, но также и со всех остальных. Кроме того, статистика Рамблера позволяет использовать несложный язык запросов для уточнения или, наоборот, расширения результата. Для получения некоторых расширенных отчётов (например, по географии), необходимо пройти регистрацию.

### Другие
Статистику переходов на сайты по запросам с разных поисковых систем можно увидеть в поисковике LiveInternet — после задания запроса справа показывается количество переходов (с 2008 года в процентах) с каждой поисковой системы на сайты, имеющие счетчик LiveInternet.
На Mail.Ru в кабинете вебмастера доступна статистика поисковых запросов к сервису "Поиск Mail.Ru" за прошлый календарный месяц, как общая по количеству запросов и уникальных пользователей, так и в разрезе возраста и пола. Регистрация не требуется.

## Мировой интернет

### Google
Крупнейшая в мире поисковая система Google также предоставляет открытый доступ к своей статистике запросов. В отличие от двух предыдущих, количественная статистика доступна в формате csv, визуально статистика представляется лишь относительно — в виде графика. Отчёты выделяются особой подробностью: например, кроме обычной статистики запросов пользователей, можно посмотреть степень конкуренции рекламодателей за конкретный поисковый запрос, просмотреть историю трафика для выбранных ключевых слов; предоставляется подсказка возможно полезных минус-слов. Также особенностью этого сервиса является то, что можно ознакомиться с реальной стоимостью тех или иных запросов, на которую должен будет рассчитывать рекламодатель для участия в партнёрской программе медиагиганта.
В особом виде статистику отображают графики Google Trends. Сервис позволяет вводить до 5 разных запросов, изучать и сравнивать изменение интереса к ним в мире в виде графика за прошедшие 2-3 года.

### Yahoo
Поисковик Yahoo тоже предоставляет свою статистику. Данные отчёты не отличаются подробностью: единственное, что показывает сервис Overture — это количество запросов по отдельным словам, а также по словосочетаниям. Но, несмотря на меньшую результативность, он имеет следующее преимущество по сравнению с сервисом от Гугла: выдает информацию в цифровой форме, а не в виде графика.

### Другие
Среди других крупных поисковых сайтов — Wordtracker, который собирает информацию об обращениях к поисковым системам Dogpile.com и Metacrawler.com. Компания Microsoft также предоставляет подобный Google Trends бесплатный сервис под маркой Keyword Forecast, где можно сравнивать сразу несколько ключевых слов и изменение интереса к ним на графике за год.